# Friedrich Wilhelm Maul
Friedrich Wilhelm Maul (* 26. März 1780 in Lippstadt; † 30. November 1852 ebenda) war ein deutscher Porträtmaler.

## Leben
Friedrich Wilhelm Maul war Sohn des Küsters der Marienkirche in Lippstadt. Sein Vater starb früh, über seine Ausbildung ist nichts bekannt. Möglicherweise war Maul Schüler der Kasseler Akademie unter Wilhelm Böttner. Ab 1809 ist er als Hofmaler am Hof von Waldeck in Arolsen nachweisbar. In den Jahren 1822 und 1823 wird er im Offiziellen Seelenregister von Arolsen als „Hofmaler Maul“ geführt. Maul schuf in Arolsen Porträts der Fürstenfamilie, der Hofbeamten und der alten Familien Waldecks im Stil des Biedermeier, oft in Pastell als unterlebensgroße Brustbilder.

## Werke

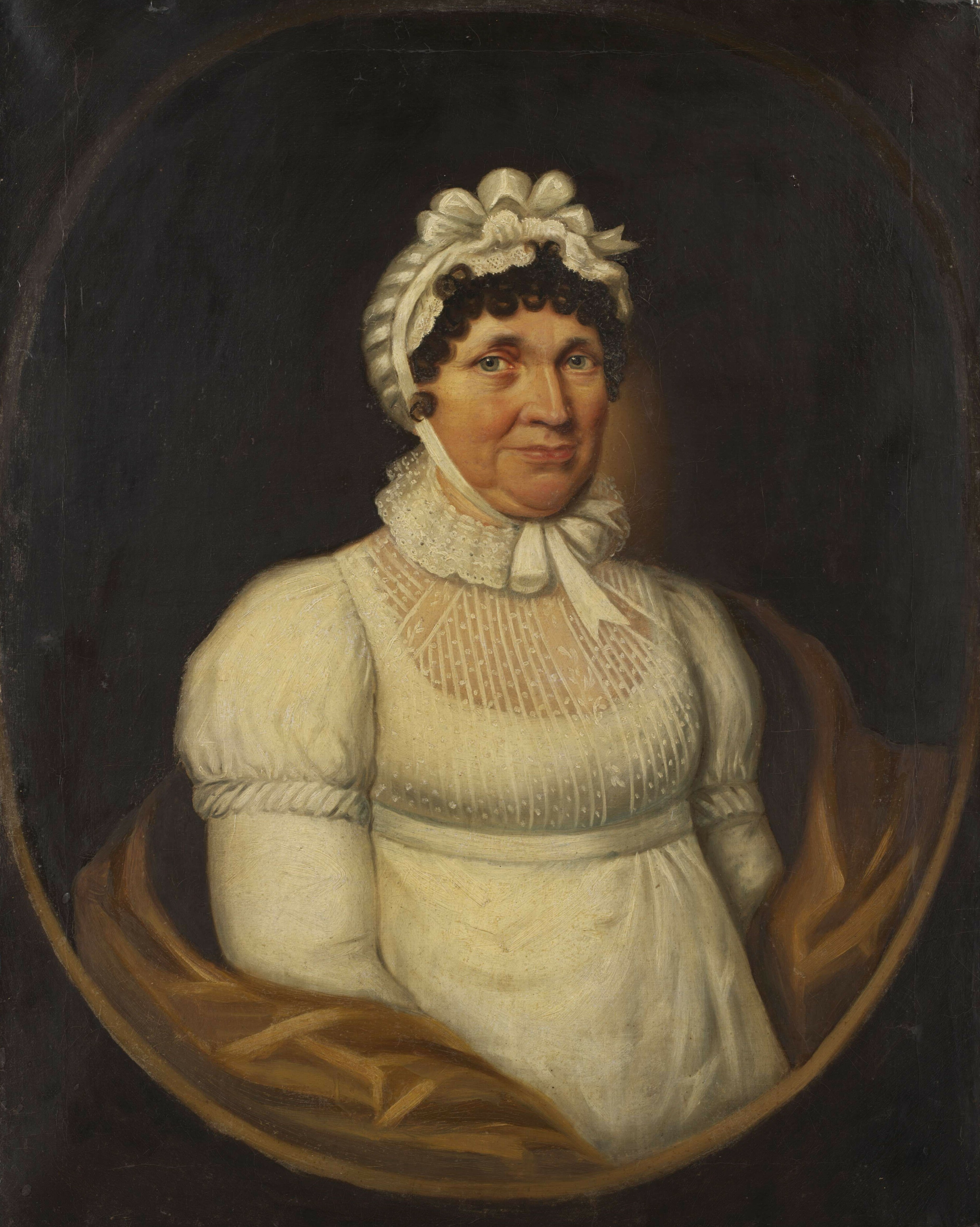
Christine Wilhelmine, Gräfin von Waldeck-Bergheim, geb. von Isenburg-Büdingen

- Porträt Fürst Friedrich von Waldeck († 1812)
- Porträt Fürst Georg von Waldeck († 1813)
- Porträt Pfarrer Simon Ludwig August Schliepstein (1758–1841), 1829
- Porträt Auguste von Waldeck (sign. 1835)